# الکس فابرگاس
الکس فابرگاس (اسپانیایی: Alex Fàbregas‎؛ زادهٔ ۲۵ اکتبر ۱۹۸۰) بازیکن هاکی روی چمن اهل اسپانیا است که در مسابقات کشوری و بین‌المللی در مجموع برندهٔ ۳ مدال طلا، ۳ مدال نقره، ۲ مدال برنز شده‌است.